# Heinrich von Reder

Heinrich von Reder

Heinrich Reder, seit 1871 Ritter von Reder (* 19. März 1824 in Mellrichstadt; † 17. Februar 1909 in München), war ein bayerischer Offizier, Dichter und Landschaftsmaler.

## Leben
Reder, Sohn eines Gerichtsarztes, studierte Forstwissenschaft an der Forstakademie Aschaffenburg und an der Universität München. Er war der Onkel des Kunstmalers Franz Reder-Broili. Er war Mitgründer des Aschaffenburger Forstcorps Hubertia. Ab 1846 Soldat, nahm er als Artillerieoffizier am Krieg von 1866 teil und erhielt für seine Verdienste im Deutsch-Französischen Krieg 1870/71 den Militär-Max-Joseph-Orden. Damit verbunden war die Erhebung in den persönlichen Adel und er durfte sich ab diesem Zeitpunkt „Ritter von Reder“ nennen. Seit 1881 im Ruhestand, wurde der Oberst 1908 zum Generalmajor befördert.
Reder gehörte dem Münchner Dichterkreis „Krokodile“ sowie dem Naturalistenkreis um Michael Georg Conrad an, mit welchem er zusammen mit Oskar Panizza zu den Protagonisten der Gesellschaft für modernes Leben gehörte. Er verfasste mehrere Gedichtbände und Landschaftsschilderungen. Darüber hinaus malte Reder vorwiegend Landschaften, vor allem Motive aus dem Dachauer Moos, Italien und Spanien. Reder ist der Textschöpfer des Soldatenlieds Vom Barette schwankt die Feder (erstpubliziert in den Soldatenliedern, 1854).

## Werke
- Soldatenlieder von zwei deutschen Offizieren (zusammen mit Carl Woldemar von Neumann). Meidinger, Frankfurt/Main 1854 (Digitalisat).
- Gedichte. Besemfelder, Memmingen 1859 (Digitalisat).
- Der Bayerwald. Geschildert und illustriert. Pustet, Regensburg 1861 (Digitalisat).
- Feder-Zeichnungen aus Wald und Hochland. Gedichte. Heinrichs, München/Leipzig 1885.
- Ich bin der arme Kunrad. (1885).
- Wotans Heer. Märe aus dem Odenwald. Pierson, Dresden 1892.
- Lyrisches Skizzenbuch. Albert, München 1893.
- Rothes und blaues Blut. Werner, der Falkonier; Die Fischerrosl. Albert, München 1893.
- Mein Wanderbuch. Wohlfart, München 1895.